# Armenian Dances (Reed)
Armenian Dances is een compositie voor harmonieorkest (symfonisch blaasorkest) van de Amerikaanse componist Alfred Reed. De door Reed gepubliceerde dansen zijn in 2 "boeken" samengevat (Part I en II). Het geheel is een vierdelige suite. In "boek I" is het eerste deel en in "boek II" zijn de drie overige delen verwerkt.